# Gerstengrund
Gerstengrund è un comune di 65 abitanti della Turingia, in Germania.
Appartiene al circondario (Landkreis) del Wartburgkreis (targa WAK) ed è amministrato dal comune amministratore (Erfüllende Gemeinde) di Geisa.